# Didier Ben Loulou
Didier Ben Loulou (* 29. května 1958 Paříž) je francouzsko-izraelský fotograf.

## Galerie

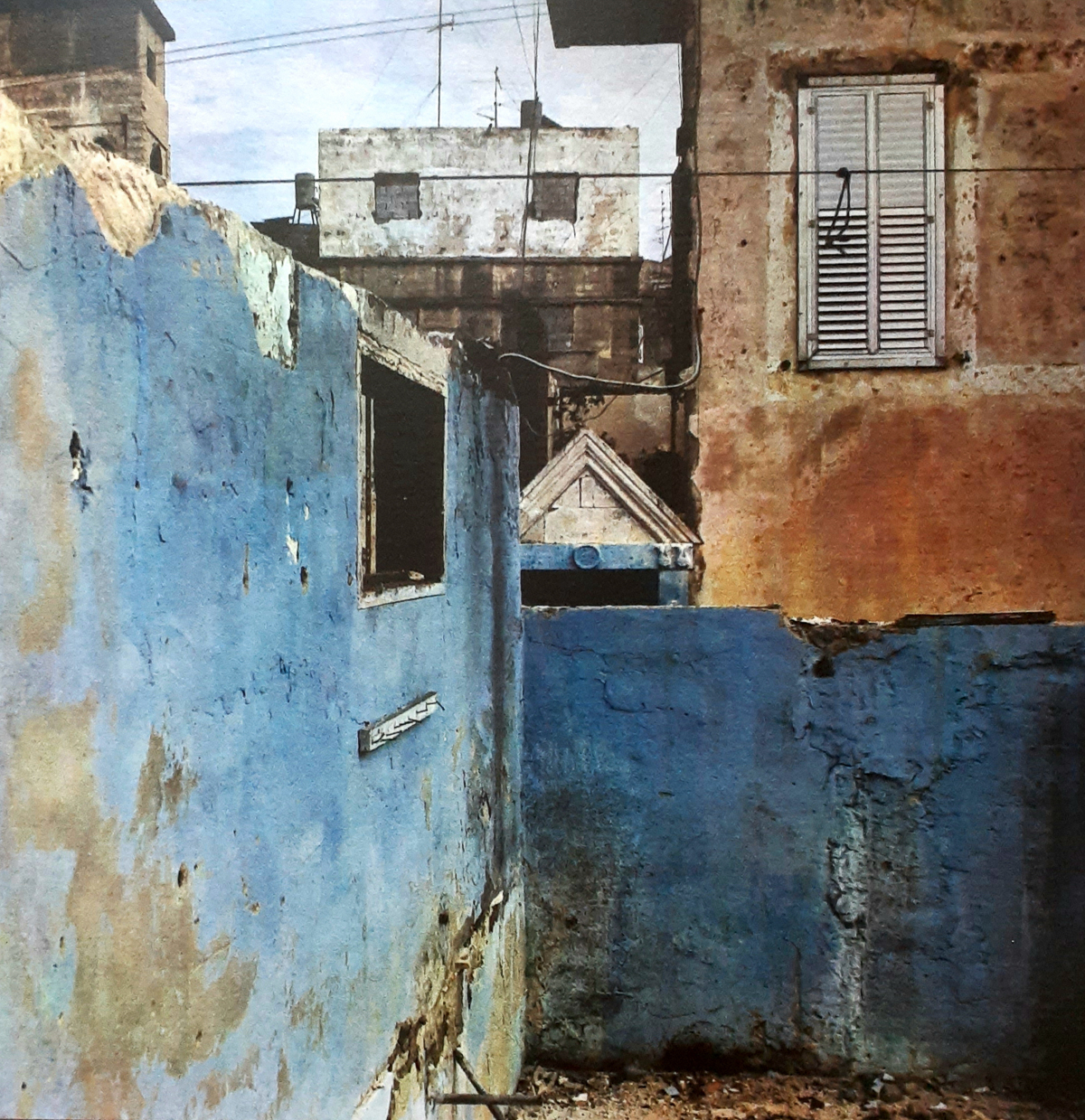
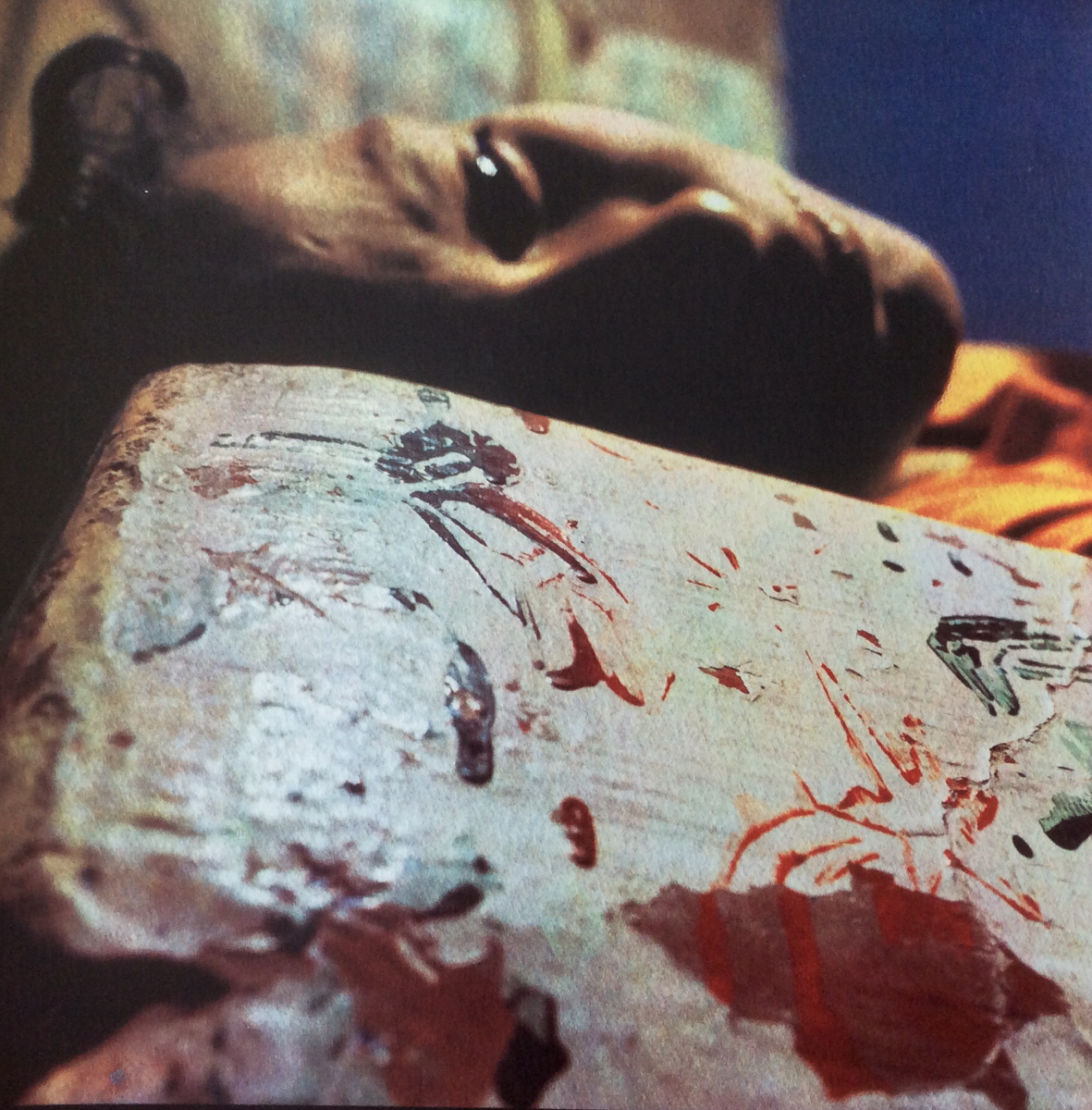
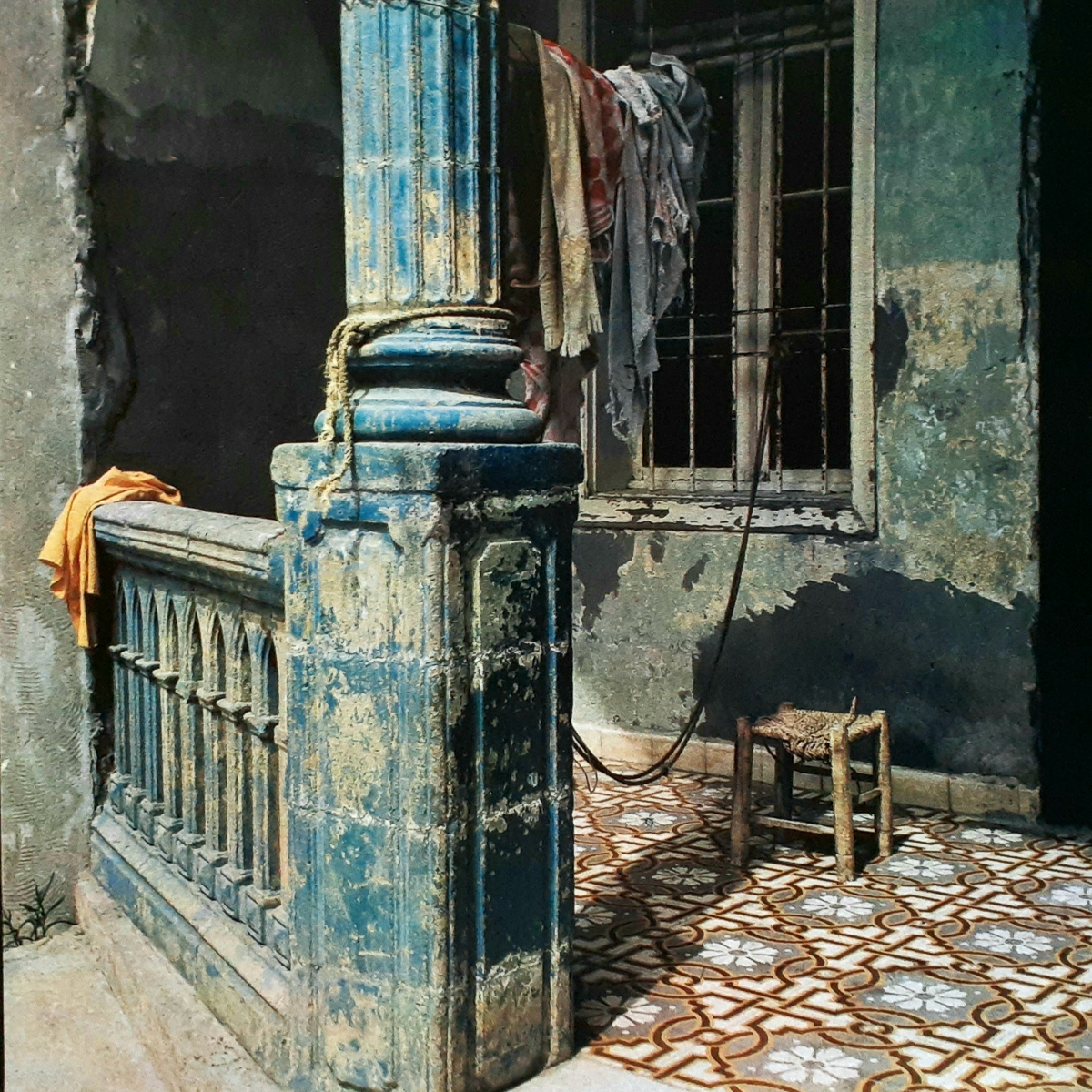

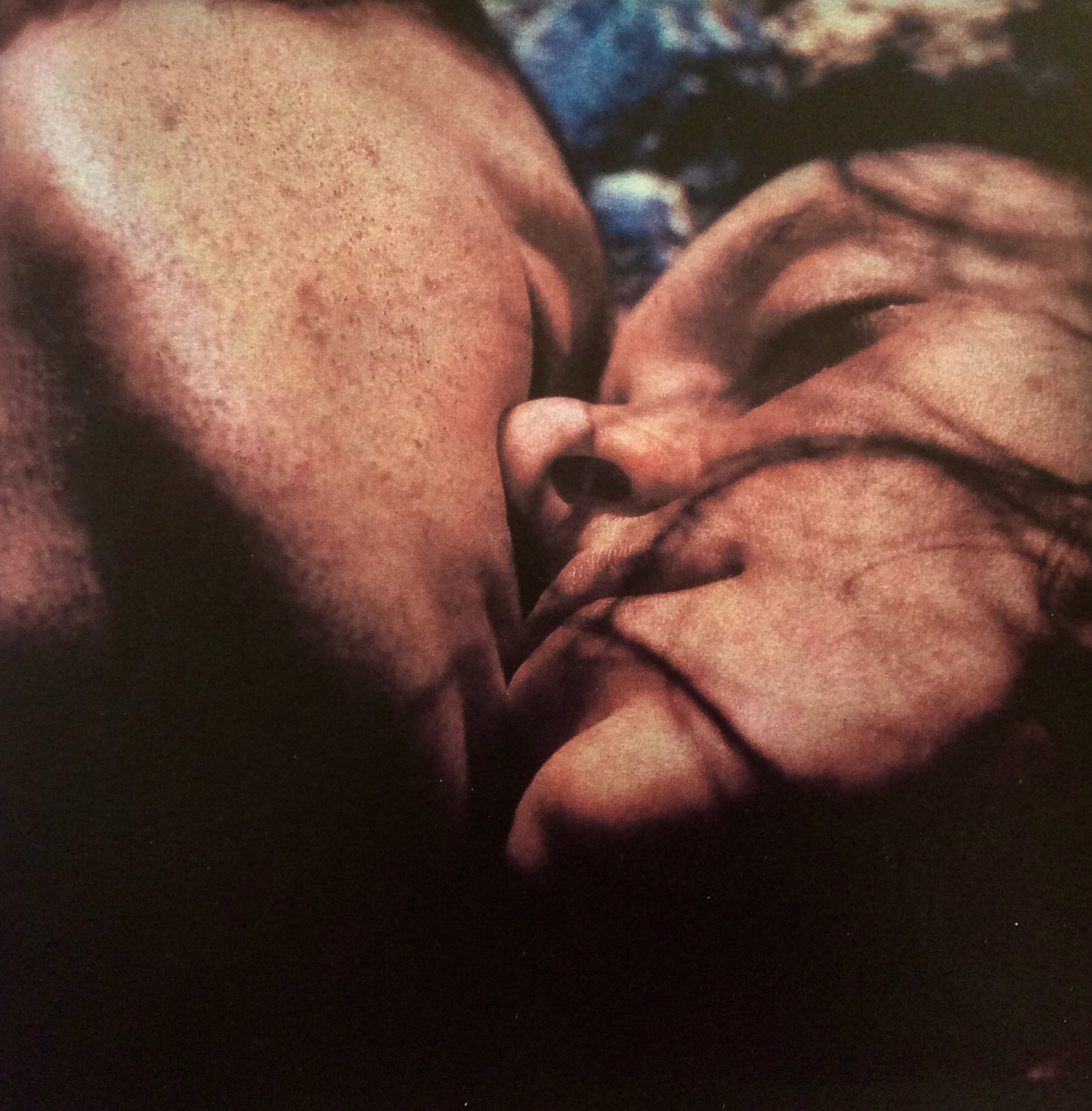
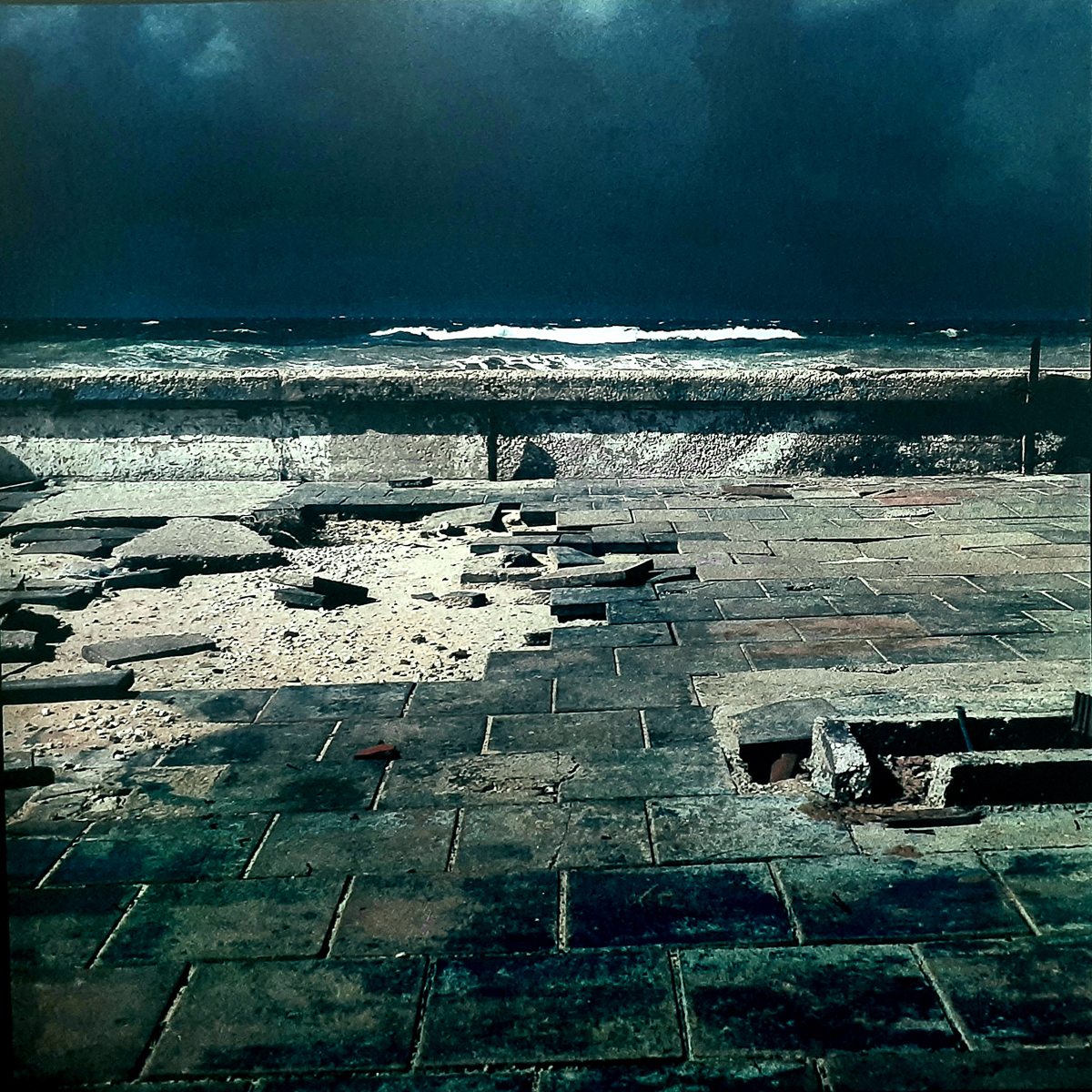
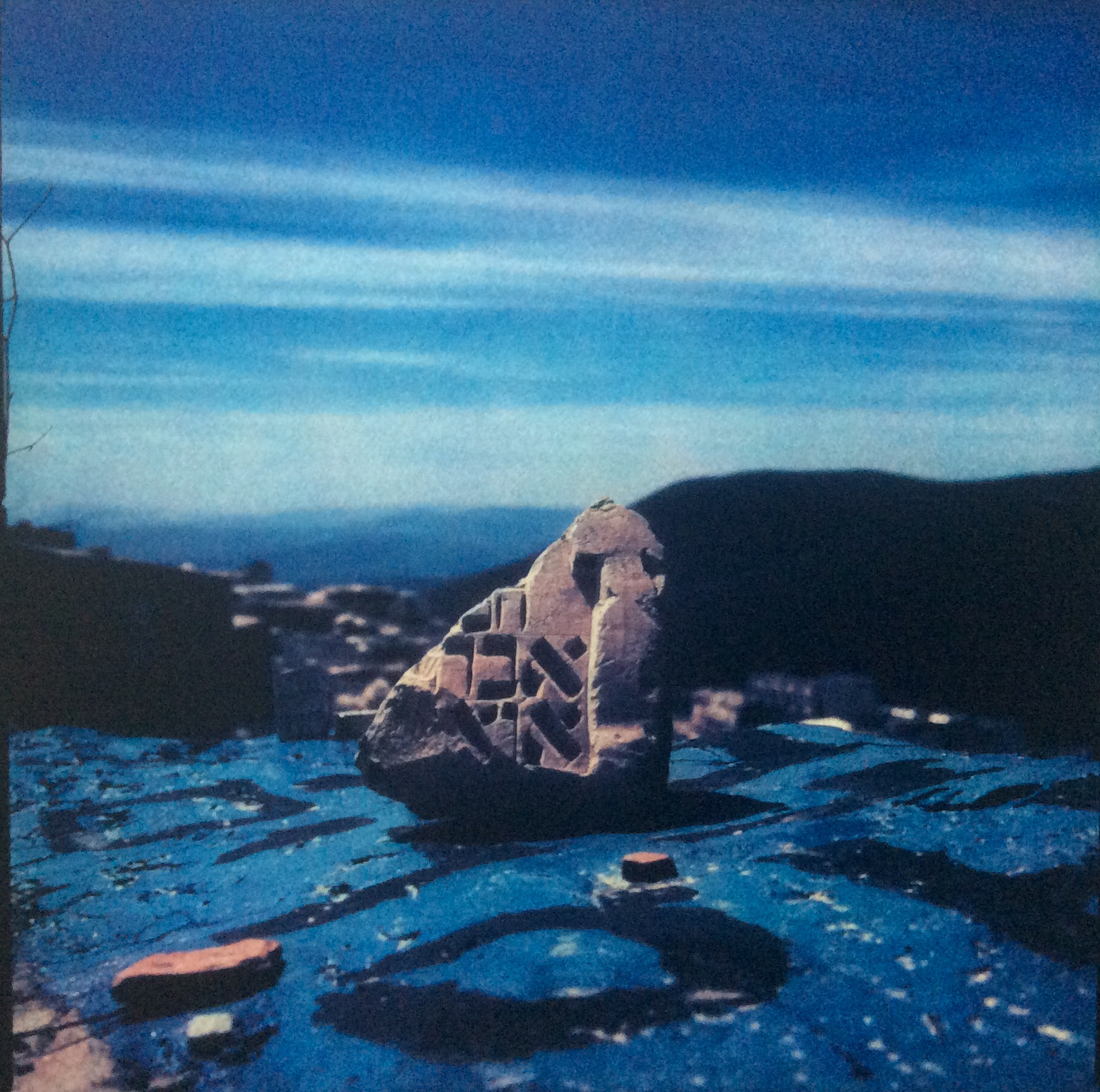

## Publikace

### Monografie
- Je suis du jour, text Hubert Colas, Carnet de voyages n ° 3, ed. Le Point du jour et FRAC Basse-Normandie, 1996
- Fragments, Chantal Dahan, ed. Filigranes, Paříž, 1997
- Didier Ben Loulou, textař Jacques Py, ed. Joca Seria, Nantes, 2000
- Vézelay, ed. Conseil Général de l’Yonne, směr des Affaires culturelles, Auxerre, 2000
- A Touch of Grace, poèmes de Yehuda Amichaï, katalog Muzeum ve švech, Jeruzalém, Izrael, 2000
- Sincérité du visage, texte de Catherine Chalier, ed. Filigranes, Paříž, 2004
- Jaffa, la passe, texte de Caroline Fourgeaud-Laville, ed. Filigranes, Paříž, 2006
- Jérusalem, Éditions du Panama, Paříž, 2008
- Mémoire des lettres, text Catherine Chalier et Betty Rojtman, Éditions de la Table Ronde Paříž, 2012
- Athènes, poèmes de Yorgos Markopoulos, Éditions de La Table Ronde, Paříž, 2013
- Marseille, textes de Didier Ben Loulou, ed. Arnaud Bizalion, Marseille, 2014
- Je t’écris devant les fenêtres de mon hôtel, poznámky indiennes, textes Didier Ben Loulou, ed. Arnaud Bizalion, Marseille, 2016
- Chroniques de Jérusalem et d’ailleurs, ed. Arnaud Bizalion, Marseille, 2016
- Israel Eighties, Éditions de la Table Ronde, Paříž, 2016
- Sud, Éditions de La Table Ronde, Paříž, 2018
- Un hiver en Galilée, ed. Arnaud Bizalion, Marseille, 2018
- Cantique des cantiques, Songes de Leonard Cohen, poème de Zéno Bianu & Odradek, Les éditions de l’Improbable, Paříž, 2019
- Mise au point, conversations avec Fabien Ribery, ed. Arnaud Bizalion, Marseille, 2019
- Sanguinaires, Éditions de La Table Ronde, Paříž, 2020
- Une année de solitude, journal, Éditions Arnaud Bizalion, Marseille, 2021

- Judée, Paris, La Table Ronde, 2023, 96 p.

### Umělecké knihy
- Violence du visage, Emmanuel Levinas, živá umění, 30 výtisků, ed. Fata Morgana, Montpellier, 1997
- Dans la langue de personne, báseň Paula Celana, sbírka Pho’Eau # 6, livre d’artiste, 40 výtisků, Éditions de l’Eau, 1999
- Portfolio # 57, texte de Nicolas Feuillie, 12 výtisků, Galerie Pennings, Eindhoven, 2002
- Voici des sépultures qui datent des temps anciens, poème d’Ibn Ezra , 15 copy, Le Bousquet-la-Barthe éditions, avec une calligraphie en couverture de Frank Lalou, 2018
- Cantique des cantiques, Songes de Léonard Cohen, poème de Zéno Bianu & Odradek, 40 výtisků, Les Éditions de l’Improbable, Paříž, 2019
- Une image sainte, Fabien Ribery pour dire une photographie de Didier Ben Loulou, 200 výtisků, Les éditions Les petites allées, 2021

## Výstavy
- The Gallery of Photographic Art, Tel-Aviv, Izrael, 1983
- Palais du Pharo, Marseille, Francie, 1994
- Centre de la photographie, Ženeva, Švýcarsko, 1994
- Galerie Graphe, Paříž, Francie, 1994
- Tour du Roy René, Fort Saint-Jean, Marseille, Francie, 1996
- Centre méditerranéen de la photographie, Paysages des deux rives, Bastia, Francie, 1996
- Espace Saint-Cyprien, Toulouse, Francie, 1996
- Centre culturel français, Ramallah et Gaza, Palestine, 1997
- Galerie Camera Obscura, Les Écritures, Paříž, Francie, 1998
- Impressions Gallery, York, Royaume-Uni, 1998
- Oregon Center for the Photographic Arts, Portland (Oregon), Spojené státy americké, 1998
- IFA Galerie, Orient-Traum und Wirklichkeit, Stuttgart, Německo, 1999
- Artothèque, Nantes, Francie, 2000
- Museum on the Seam, A Touch of Grace , Jeruzalém, Izrael, 2000
- Galerie municipale du Château d’eau, Toulouse, Francie, 2001
- Vision Gallery, Jérusalem, Izrael, 2001
- Musée d’Art et d’Histoire du Judaïsme, Jérusalem, traverses et marges, Paříž, Francie, 2001
- Fotogaleria, Teatro San Martin, Buenos Aires , Argentina, 2001
- Atelier de Visu, Marseille, Francie, 2001
- Galerie Pennings, Jerusalem: Byways and Sidelines, Eindhoven, Nizozemsko, 2002
- Benham Gallery, Can We Talk Now ? With Simon Norfolk, Seattle, Spojené státy americké, 2003
- Stephen Cohen Gallery, Los Angeles, Spojené státy americké, 2003
- Galerie Rimonim, The Face of a City in Conflict, East Hampton, New York, Spojené státy americké, 2003
- Hovedbiblioteket, Esbjerg, Dánsko, 2004
- Galerie Krisal, Sincérité du visage, Ženeva, Švýcarsko, 2004
- Musée d’Art et d’Histoire du Judaïsme, Rencontres, Paříž, 2005
- Museum of Photographic Art, San Diego, Spojené státy americké, 2007
- Galerie Camayeux, Marseille, Francie, 2007
- Cats & Marbles, Villes d’hier, visages d’aujourd’hui, Mois de la photographie, Athény, Řecko, 2007
- Le Garage photographie, Marseille, 2013
- Galerie Le Carré d’art, Athènes, Chartres-de-Bretagne, 2013
- Le Carré Amelot, Athènes, La Rochelle, 2014
- La Non Maison, D’une ville à l’autre, Aix-en-Provence, 2014
- Arles, La Bourse du travail, Marseille , Rencontres de la photographie off, Arles, 2014
- Hôtel Blain, The Tribe, Arles, 2015
- Centre culturel Romain Gary, Vision Fresson, Bernard Plossu et Didier Ben Loulou, Jérusalem, Izrael, 2015
- Galerie Malebranche avec Bernard Guillot, Le Caire Jérusalem, Paříž, 2017
- Des amours silencieuses : carte blanche à Didier Ben Loulou, Yvelines Antiques, Paříž, 2018
- Jérusalem, médiathèque, Berck-sur-Mer, 2018
- De la lettre à la vie, Galerie Gérard Lévy, Paříž, 2019
- Sanguinaires, Galerie Quintessence, Paříž, září 2020
- Mediterranean Flux, Naxos, září 2020
- Mémoire des lettres, Biennale Internationale d’Autun, juillet-août 2021[13]
- Ce désert d'un premier matin du monde, La Non-Maison, Paris, France, January–February 2022
- Didier Ben Loulou / Photographies, librairie Alain Brieux, Paris, December 2022
- Sud, Galerie Mathieu Néouze, 75009 Paris, France, 13–22 December 2023
- Dialogue, North Africa Jewish heritage center, Jerusalem, March 27 - June 1st, 2025
- Didier Ben Loulou / Photographies, Itinérances Foto, Sète, 10 May - June 1st, 2025

## Veřejné sbírky
- Muzeum umění Houston[14]
- Victoria and Albert Museum, Londýn[15]
- Telavivské muzeum umění, Izrael
- Fonds national d’art contemporain, Paříž[16]
- Francouzská národní knihovna, Paříž
- Musée d’Art et d’Histoire du Judaïsme, Paříž[17]
- Le château d’eau, pôle photographique de Toulouse, Toulouse, Francie
- Maison européenne de la photographie, Paříž
- Fonds régional d’art contemporain de Basse-Normandie, Francie
- Société française de photographie, Paříž
- Fonds d’acquisition départemental de l’Yonne, Francie
- Collectivité Territoriale de Corse, Ajaccio, Francie
- Musée Nicéphore-Niépce, Chalon-sur-Saône, Francie
- Artothèques de Caen, Grenoble, Nantes, Auxerre et Vitré, Francie
- Espace Saint-Cyprien, Toulouse, Francie
- Hôtel de Varennes, Montpellier, Francie
- Musée de la photographie, Charleroi, Belgie
- Rheinisches Landesmuseum, Bonn, Německo
- Musée finlandais de la photographie, Helsinky, Finsko
- Fondazione Italiana per la Fotografia, Turín, Itálie
- Médiathèque, La Roche-sur-Yon, Francie
- Fondation Auer-Ory pour la photographie, Hermance, Švýcarsko
- Centre méditerranéen de la photographie, Bastia, France